# Université Elon
L'Université Elon (en anglais : Elon University) est une université privée située à Elon, en Caroline du Nord, aux États-Unis. Fondée en 1889 par l'Église unie du Christ elle est aujourd'hui une institution non sectaire reconnue pour ses programmes en arts libéraux, en commerce et en communication. Avec environ 7 000 étudiants, elle figure parmi les universités de taille moyenne les plus prestigieuses de la région sud-est des États-Unis.

## Histoire
L'Université Elon est fondée en 1889 sous le nom d’Elon College, grâce à une charte accordée par l'Assemblée générale de Caroline du Nord. Elle est initialement affiliée à l'Église unie du Christ et vise à offrir une éducation chrétienne aux jeunes de la région. Le nom « Elon » provient d'un terme hébreu signifiant « chêne », en référence aux nombreux chênes présents sur le campus.
En 2001, l'institution change officiellement de nom pour devenir l'Université Elon, reflétant l'expansion de ses programmes académiques et son statut croissant. Depuis lors, elle s'est distinguée par son approche pédagogique centrée sur l'apprentissage expérientiel, notamment à travers des stages et des programmes d'études à l'étranger.

## Campus
Situé dans la petite ville d'Elon, à environ 30 kilomètres de Greensboro, le campus s'étend sur 260 hectares et est connu pour ses bâtiments en briques rouges et ses espaces verts. Il comprend des installations modernes comme le Schar Center, une arène sportive ouverte en 2018, et le Centre pour les arts de la communication.

## Programmes académiques
L'Université Elon propose plus de 70 programmes de premier cycle et plusieurs diplômes de deuxième cycle, notamment en droit, en physiothérapie et en gestion. Elle est particulièrement réputée pour ses écoles de commerce (Love School of Business) et de communication, qui bénéficient d'accréditations nationales. Selon le classement 2023 de U.S. News & World Report, elle se place parmi les meilleures universités du Sud des États-Unis pour l'excellence de son enseignement undergraduate.

## Vie étudiante
L'université compte environ 7 117 étudiants en 2023, dont une majorité d'étudiants de premier cycle. Elle abrite plus de 250 organisations étudiantes, y compris des fraternités et sororités grecques comme Phi Mu et Sigma Chi. L'équipe sportive, les Phoenix d'Elon, participe à la Division I de la NCAA au sein de la Colonial Athletic Association.